# Schlaubetal
Schlaubetal es un municipio situado en el distrito de Oder-Spree, en el estado federado de Brandeburgo (Alemania), a una altitud de 120 metros. Su población a finales de 2016 era de 1800 habs. y su densidad poblacional, 35 hab/km².